# 대한민국 민법 제747조
대한민국 민법 제747조는 원물반환불능한 경우와 가액반환, 전득자의 책임에 대한 민법조문이다.

## 조문
제747조(원물반환불능한 경우와 가액반환, 전득자의 책임) ① 수익자가 그 받은 목적물을 반환할 수 없는 때에는 그 가액을 반환하여야 한다.
②수익자가 그 이익을 반환할 수 없는 경우에는 수익자로부터 무상으로 그 이익의 목적물을 양수한 악의의 제삼자는 전항의 규정에 의하여 반환할 책임이 있다.

第747條(原物返還不能한 境遇와 價額返還, 轉得者의 責任) ① 受益者가 그 받은 目的物을 返還할 수 없는 때에는 그 價額을 返還하여야 한다.

②受益者가 그 利益을 返還할 수 없는 境遇에는 受益者로부터 無償으로 그 利益의 目的物을 讓受한 惡意의 第三者는 前項의 規定에 依하여 返還할 責任이 있다.

## 참고문헌
- 이근영. (2014). 민법상 부당이득 반환범위에 관한 소고 – 민법 제747조, 제748조 해석론을 중심으로 -. 민사법의 이론과 실무, 17(2), 55-96.

## 같이 보기
- 부당이득